# Litovel
Litovel (en allemand : Littau) est une ville du district et de la région d'Olomouc, en République tchèque. Sa population s'élevait à 9 510 habitants en 2025.

## Géographie
Litovel est arrosée par la Morava et se trouve à 17 km à l'ouest-sud-ouest de Šternberk, à 18 km au nord-ouest d'Olomouc, à 87 km à l'ouest-sud-ouest d'Ostrava et à 194 km à l'est-sud-est de Prague.
La commune est limitée par Mladeč, Červenka et Uničov au nord, par Pňovice et Střeň à l'est, par Náklo, Dubčany, Cholina, Haňovice et Loučka au sud, et par Luká, Slavětín, Bílá Lhota et Měrotín à l'ouest.

## Histoire
La première mention écrite de Litovel date de 1270-1272.
Jusqu'en 1918, la ville de Littau - Litovel (appelée Littau jusqu'à la fin du XIXe siècle) fait partie de l'empire d'Autriche, puis d'Autriche-Hongrie (Cisleithanie après le compromis de 1867), chef-lieu du district de même nom, l'un des 34 Bezirkshauptmannschaften en Moravie.

## Population
Recensements ou estimations de la population de la commune dans ses limites actuelles :
| 1869* | 1880* | 1890* | 1900* | 1910* | 1921* |
| ----- | ----- | ----- | ----- | ----- | ----- |
| 6 254 | 7 403 | 7 743 | 8 127 | 8 189 | 8 240 |

| 1930* | 1950* | 1961* | 1970* | 1980*  | 1991*  |
| ----- | ----- | ----- | ----- | ------ | ------ |
| 8 041 | 7 438 | 8 489 | 9 019 | 10 123 | 10 184 |

| 2001*  | 2011* | 2016  | 2017  | 2018  | 2019  |
| ------ | ----- | ----- | ----- | ----- | ----- |
| 10 030 | 9 719 | 9 879 | 9 901 | 9 866 | 9 810 |

| 2020  | 2021* | 2022  | 2023  | 2024  | 2025  |
| ----- | ----- | ----- | ----- | ----- | ----- |
| 9 738 | 9 459 | 9 567 | 9 712 | 9 689 | 9 510 |

## Administration
La commune est composée de 11 sections :
- Březové
- Chudobín
- Litovel
- Myslechovice
- Nasobůrky
- Nová Ves
- Rozvadovice
- Savín
- Tři Dvory
- Unčovice
- Víska

## Patrimoine

### Patrimoine civil
Un pont de pierre construit en 1592 franchit la rivière Morava. Une tour haute de 72 m est ouverte au public.

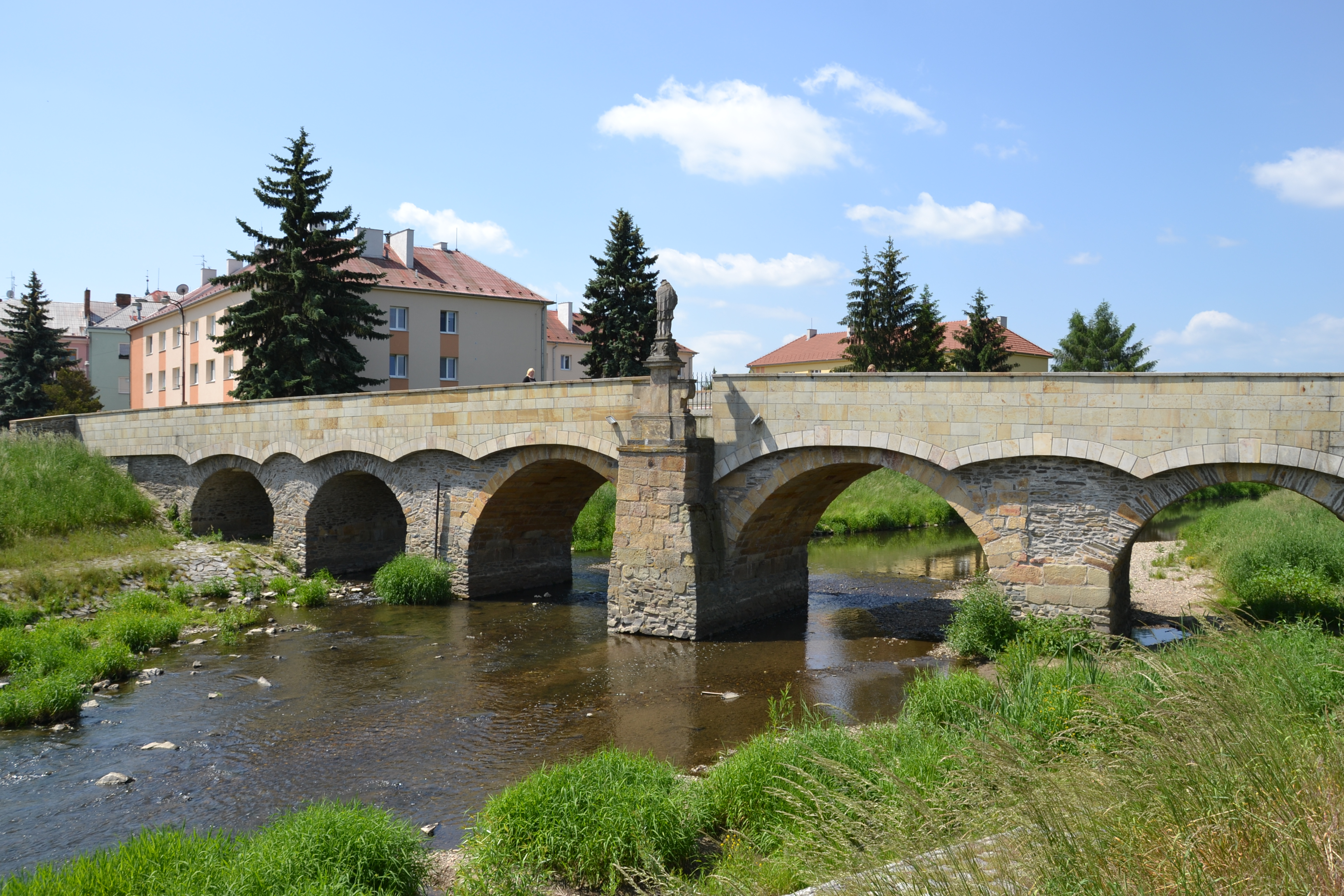
Pont de pierre.
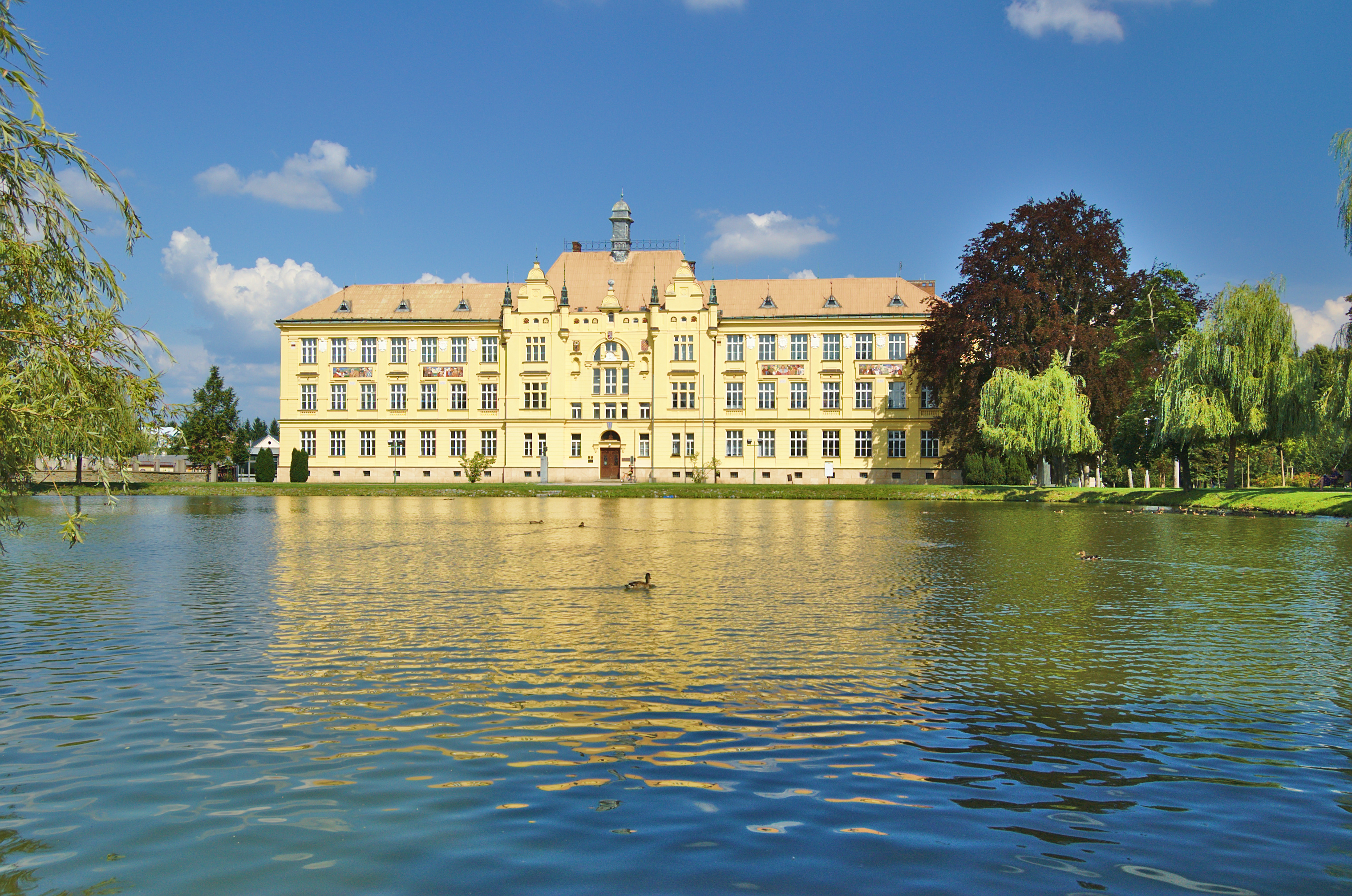
Lycée Jan Opletal.

### Patrimoine religieux

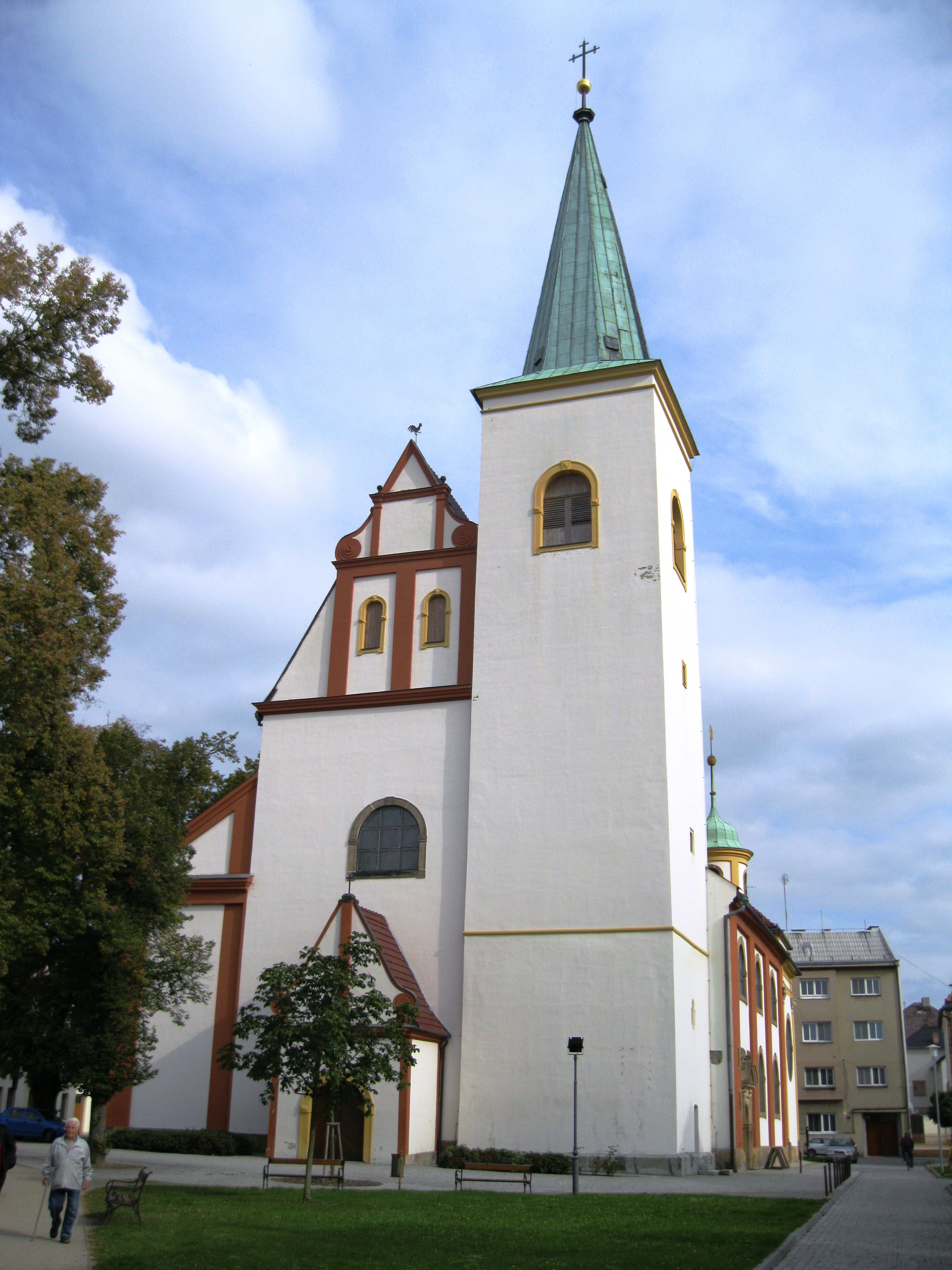
Église Saint-Marc.
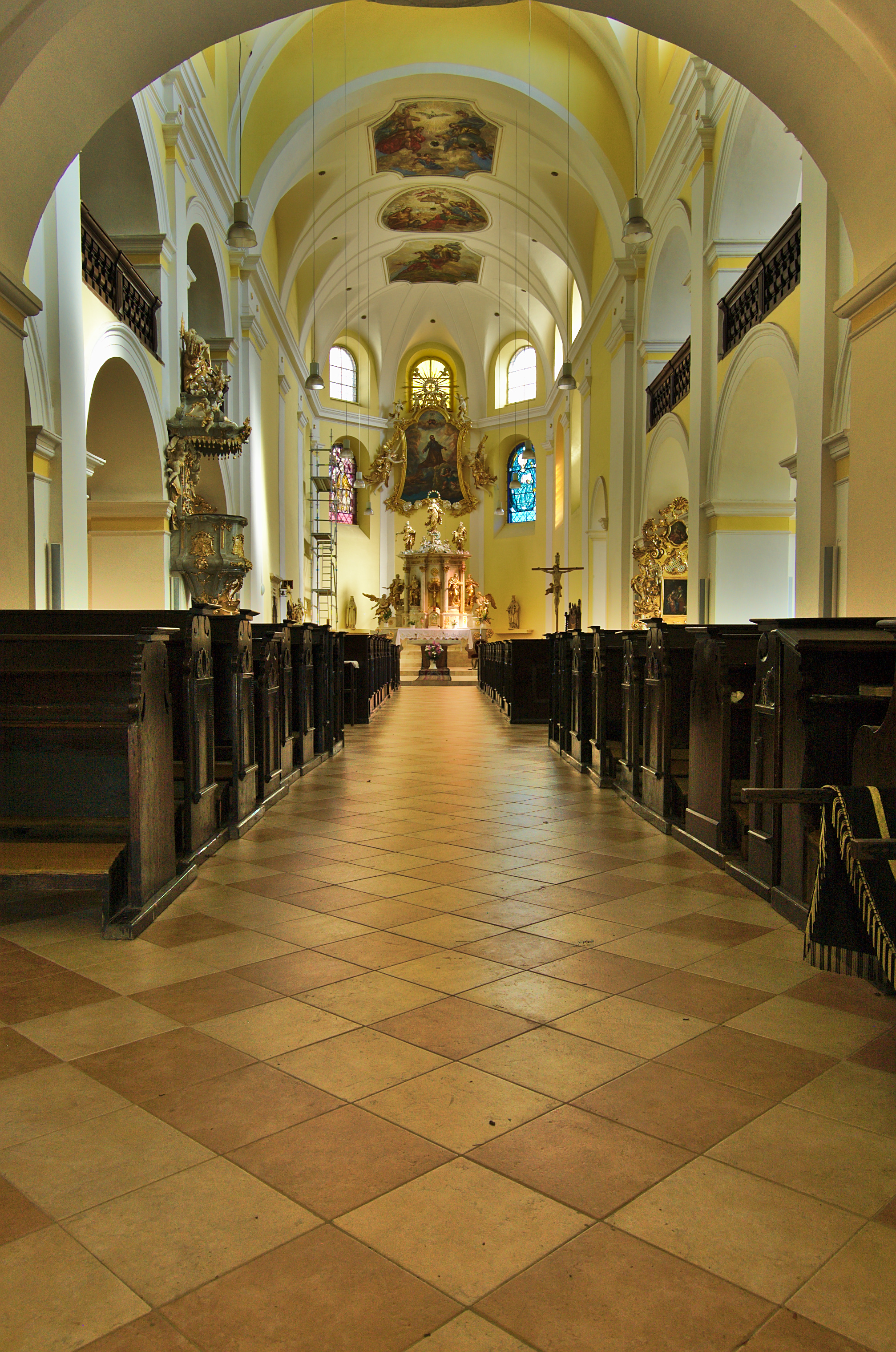
Intérieur de l'église.
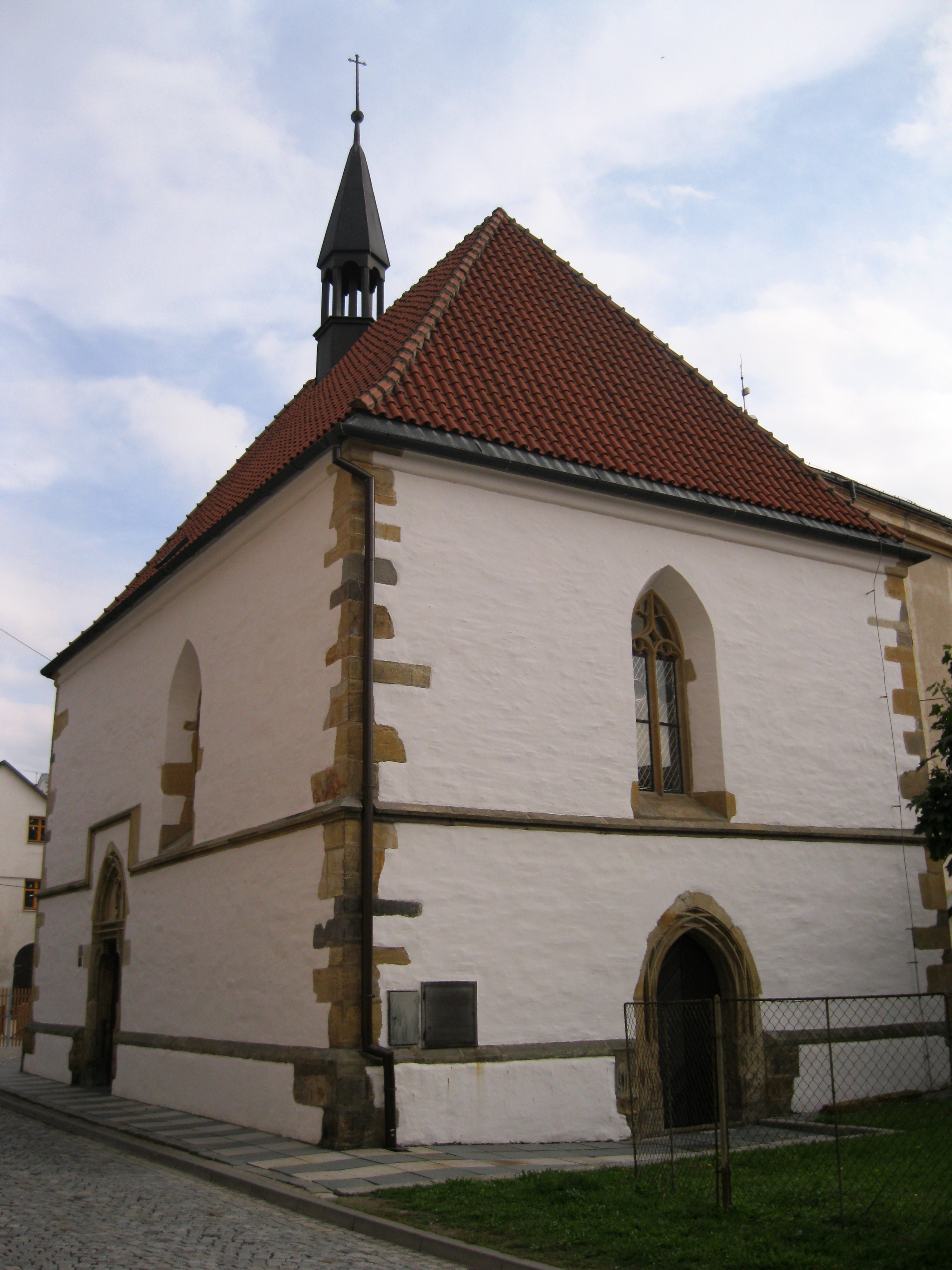
Chapelle Saint-Georges.

## Transports
Par la route, Litovel trouve à 19 km d'Olomouc et à 254 km de Prague. Litovel est desservie par l'autoroute D35 qui passe au sud-ouest de la localité. La sortie no 248 se trouve à 4 km du centre-ville.

## Personnalités liées à la ville
- Jan Čep (1902-1974), écrivain et traducteur, né à Myslechovice (en allemand, Michlowitz), localité dépendant de Litovel.
- Barbora Dimovova, kayakiste
- Michal Šmoldas, kayakiste

## Jumelages
La ville de Litovel est jumelée avec :
- Revúca (Slovaquie)
- Lucerne (Suisse)
- Wieliczka (Pologne)